# 半马苏河公园
半马苏河公园是位於中華人民共和國上海市普陀區苏州河岸线的数塊綠地，分一期和二期建设。一期由1号公园、2号公园、3号公园和云岭公园四个公园组成，东至大渡河路光复西路路口，西至真北路，总面积35公顷。二期工程位于真光路桥西侧，西至上海贸易学校，面积4.6公顷。一期和二期并不相连，真光路、真北路之间为苏州河深隧云岭西综合设施施工区域。
公园的名字「蘇河」就是指蘇州河，而普陀區境內的蘇州河岸线長度21公里，這恰好是半程馬拉松的路程，所以「半马」來自於此。

## 歷史
2023年1月28日，半马苏河公园揭幕。
2024年2月，半马苏河公园（岸线公园二期）對外开放。二期面積46000平方米，东起真光路桥，西至上海市贸易学校（祁连山南路），北至光復西路。